# Damir Mikec
Damir Mikec (Дамир Микец; Split, 31 de março de 1984) é um atirador esportivo sérvio, medalhista olímpico.

## Carreira
Mikec participou dos Jogos Olímpicos de Verão de 2020 em Tóquio, onde competiu na prova de pistola de ar 10 metros, conquistando a medalha de prata ao totalizar 237.9 pontos. Nos jogos de 2012 em Londres, participou da mesma prova mas não obteve um desempenho tão expressivo, finalizando em décimo sétimo lugar.
Em 2024, ao lado de Zorana Arunović, ganhou o ouro na pistola de ar 10 m duplas mistas nos Jogos Olímpicos em Paris, vencendo os turcos Yusuf Dikeç e Şevval İlayda Tarhan na final por 16–14.